# Мартинелли, Франческо
Франческо Мартинелли (1651, Комо, Ломбардия — 28 октября 1708, Вена, Габсбургская монархия) — австрийский архитектор, отец архитекторов Антона-Эрхарда и Джованни-Баттиста Мартинелли.
В 1684 году он руководил реставрационными работами Сервитенкирхе в Вене. В 1687 году он также участвовал в строительстве аббатства Хайлигенкройц. С 1703 года и до своей смерти Мартинелли участвовал в строительстве Церкви Святого Петра в Вене. Его самая важная работа — Дворец Эстерхази на Вальнерштрассе в Вене, который он впервые отремонтировал в 1685 году, а затем полностью перестроил, закончив работу в 1695 году. Он также спроектировал францисканскую базилику во Фрауэнкирхене, Венгрия.
Франческо Мартинелли умер в Вене 28 октября 1708 года.